# Dmitrij Danilovič Leljušenko
Dmitrij Danilovič Leljušenko (rusky: Дмитрий Данилович Лелюшенко, 20. říjnajul./ 2. listopadu 1901greg. Novokuzněckij (dnes v Rostovské oblasti) – 20. července 1987, Moskva) byl sovětský vojevůdce, hrdina SSSR a hrdina ČSSR, od roku 1959 v hodnosti armádního generála. Za druhé světové války velel armádám, naposledy tankové.

## Život
Pocházel z ukrajinské rolnické rodiny. Jako voják bojoval v letech 1918–1920 již v ruské občanské válce. V sovětsko-finské zimní válce působil ve funkci velitele tankové brigády. Během Velké vlastenecké války velel zpočátku 21. mechanizovanému sboru, posléze několika armádám. Od roku 1944 velel 4. gardové tankové armádě, která společně s 3. gardovou tankovou armádou Pavla Semjonoviče Rybalka osvobodila dne 9. května 1945 Prahu. Od roku 1956 působil jako velitel několika sovětských vojenských okruhů.

### 4. gardová tanková armáda
4. tanková mechanizovaná armáda vznikla dne 18. března 1945 přejmenováním 4. tankové armády (1943–1945), jako taková během Velké vlastenecké války bojovala na hlavním západním strategickém směru, kde spadala pod 1. ukrajinský front (1943–1945) maršála SSSR Ivana Stěpanoviče Koněva. Jako taková se v roce 1945 zúčastnila bojů o Berlín a v závěru války i Pražské operace. Armáda byla po válce dne 10. června 1945 přejmenováno na 4. gardovou tankovou armádu (1945–1957). Od března 1945 do června 1945 byl jejím velitelem Dmitrij Danilovič Leljušenko. Z výzbroje této armády také pocházel známý pražský Smíchovský tank číslo 23, který sovětská vláda prostřednictvím Rudé armády věnovala na památku osvobození ČSSR hlavnímu městu Praze (v 90. letech 20. století známý též jako "Růžový tank").

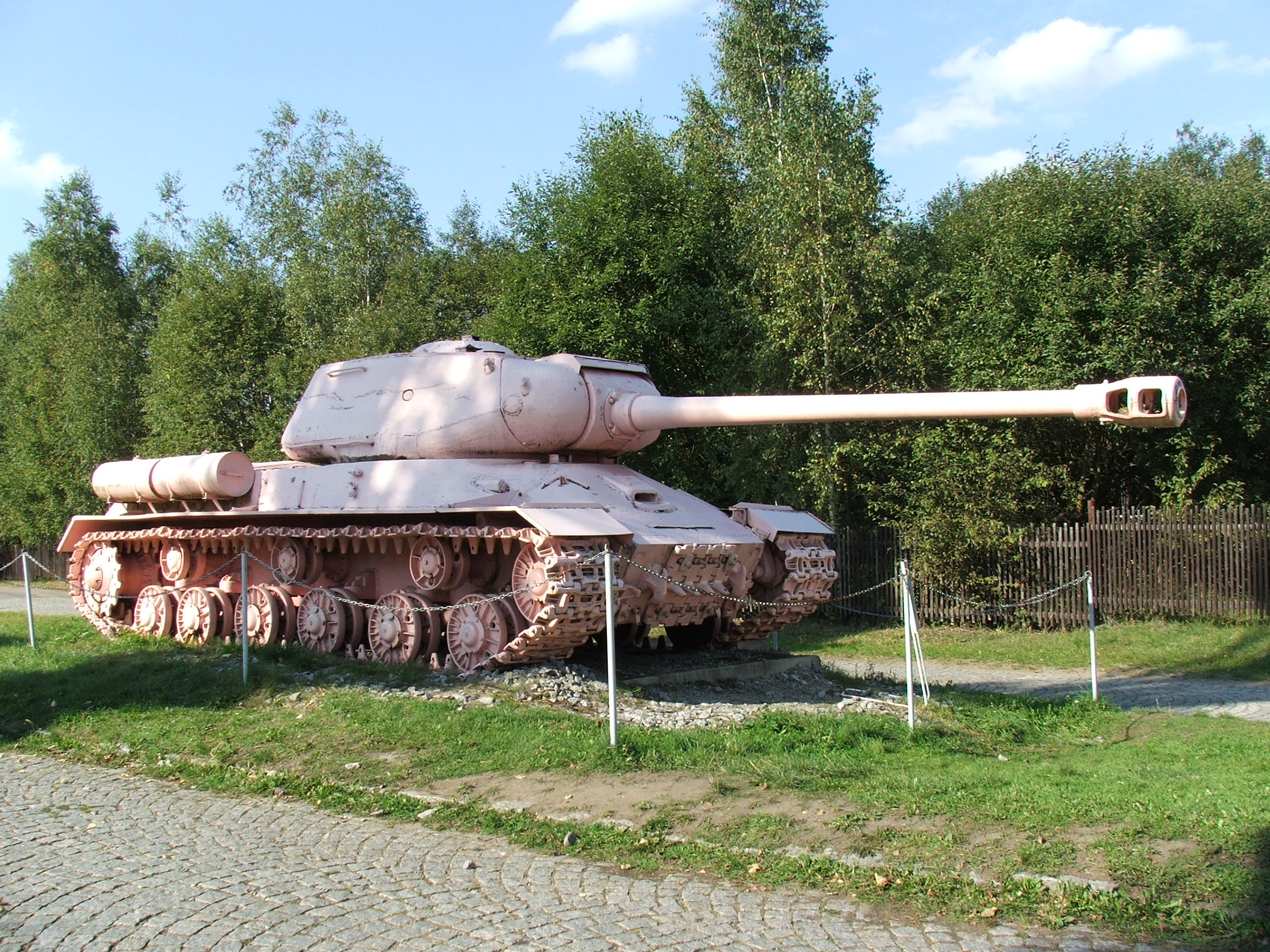
Tank č. 23 – sovětský tank IS-2, původně památník osvobození v Praze, v roce 1991 přebarven na růžovo a poté umístěn v muzeu v Lešanech

### Vzdělání
- 1925 absolvoval Vojensko-politickou školu Engelse
- 1927 absolvoval jezdeckou školu
- 1933 absolvoval Vojenskou akademii M.V.Frunze
- 1949 absolvoval Akademii generálního štábu K.J.Vorošilova

## Vojenská kariéra
- března 1918 – 1919 – v partyzánském oddíle B. K. Duměnka
- od 1919 v Rudé armádě, v jezdectvu
- 1933 – 1939 – velitelské funkce v tankových vojscích
- leden 1939 – září 1939 – velitel 3. tankového pluku
- září 1939 – červen 1940 – velitel 39. samostatné tankové brigády
- červen 1940 – březen 1941 – velitel 1. moskevské proletářské motostřelecké divize
- 11. března – 23. srpna 1941 – velitel 21. mechanizovaného sboru
- srpen – září 1941 – náčelník Správy formování a kompletování tankových a automobilních vojsk a zástupce náčelníka Hlavní automobilní a tankové správy
- 1. – 8. října 1941 – velitel 1. zvláštního gardového střeleckého sboru
- 11. – 17. říjen 1941 – velitel 5. armády
- říjen – listopad 1941 – zraněn, v nemocnici
- 1. listopadu 1941 – 1. listopadu 1942 – velitel 30. armády
- 11. listopadu – 5. prosince 1942 – velitel 1. gardové armády
- 5. prosince 1942 – 13. března 1943 – velitel 3. gardové armády
- březen – srpen 1943 – v léčení
- 23. srpna 1943 – 15. února 1944 – velitel 3. gardové armády
- od 29. března 1944 – velitel 4. (od 17. března 1945 gardové) tankové armády
- velitel tankových vojsk Skupiny sovětských vojsk v Německu
- červenec – listopad 1953 – 1. zástupce velitele Karpatského vojenského okruhu
- prosinec 1956 – únor 1958 – velitel Zabajkalského vojenského okruhu
- únor 1958 – červen 1960 – velitel Uralského vojenského okruhu
- 1960 – 1964 – předseda ÚV DOSAAF
- od 1964 – vojenský inspektor – poradce ministerstva obrany

## Hodnosti
- září 1939 – plukovník
- 4. června 1940 – generálmajor
- 2. ledna 1942 – generálporučík
- 11. května 1944 – generálplukovník
- 8. května 1959 – armádní generál

## Řády a vyznamenání
- 4× Leninův řád (7. dubna 1940, 6. dubna 1945, ?, ?)
- 4× Řád rudého praporu (listopad 1939, začátek července 1941, ?, ?)
- 2× Hrdina Sovětského svazu (7. dubna 1940, 6. dubna 1945)
- 2× Řád Suvorova I. stupně (28. ledna 1943, 29. května 1945)
- 2× Řád Kutuzova I.stupně (17. září 1943, 25. srpna 1944)
- Řád Bohdana Chmelnického I.stupně (19.3.1944)
- Řád Vlastenecké války I.stupně
- Řád říjnové revoluce
- řada medailí
- Hrdina ČSSR (30. května 1970)
- další zahraniční řády

## Politická činnost
- od 1924 člen VKS(b)
- poslanec Nejvyššího sovětu SSSR 1., 5. a 6. volebního období

## Dílo
- Заря победы. 1. vyd. Moskva: Vojenizdat, 1966. 144 s. (rusky),
- Москва-Сталинград-Берлин-Прага. Записки командарма.. 4. vyd. Moskva: Nauka, 1987. 408 s. Dostupné online. (rusky), (1. vydání 1970)

česky: Moskva, Stalingrad, Berlín, Praha.. Praha: Naše vojsko, 1980.